# Aplocera interrupta
Aplocera interrupta là một loài bướm đêm trong họ Geometridae.